# Danira Gović
Danira Gović (Šibenik) je hrvatska kazališna, televizijska i filmska glumica.

## Filmografija

### Televizijske uloge
- "Manchild" kao Karina (2002.)
- "Hotel Babilon" kao Tanya Mihajlov (2006. – 2009.)
- "Zabranjena ljubav" kao Angelina Kovač (2007. – 2008.)
- "Mamutica" kao Irena Grgić (2010.)
- "Loza" kao Tonka (2011. – 2012.)
- "Počivali u miru" kao Anita Bajić (2017.)
- "Novine" kao liječnica Mandić (2020.)
- "Metropolitanci" kao Lidija Cvirn (2022.)

### Filmske uloge
- "Majka" (2003.)

## Vanjske poveznice
- Danira Gović u internetskoj bazi filmova IMDb-u (engl.)